# Kusakowate Chile
Kusakowate Chile – ogół taksonów chrząszczy z rodziny kusakowatych (Staphylinidae), których występowanie stwierdzono na terenie Chile.
lista nie jest kompletna

## Glypholomatinae
W Chile stwierdzono m.in.:
- Glypholoma chepuense
- Glypholoma germaini
- Glypholoma pecki
- Glypholoma pustuliferum
- Glypholoma temporale
- Glypholoma tenuicorne
- Proglypholoma aenigma

## Kiepurki(Euaesthetinae)
W Chile stwierdzono m.in.:
- Alzadaesthetus chilensis
- Alzadaesthetus furcillatus
- Chilioesthetus cekalovici
- Chilioesthetus gracilis
- Chilioesthetus lacinifer
- Chilioesthetus lorenae
- Chilioesthetus marcelae
- Nothoesthetus affinis
- Nothoesthetus australis
- Nothoesthetus coiffaiti
- Nothoesthetus montanus
- Nothoesthetus obesus
- Nothoesthetus saizi
- Nothoesthetus scitulus
- Nothoesthetus singularis

## Kozubki(Oxytelinae)
W Chile stwierdzono m.in.:

- Anotylus complanatus
- Anotylus mimulus
- Anotylus sulcicollis
- Apocellus mendozanus
- Apocellus opacus
- Apocellus parvipennis
- Apocellus solieri
- Bledius chilensis
- Bledius claviventris
- Bledius ignotus
- Bledius lividipes
- Bledius maculipennis
- Bledius puelches
- Bledius rufipes
- Carpelimus bilineatus
- Carpelimus chilensis
- Carpelimus nitidiventris
- Carpelimus stricticollis
- Homalotrichus impressicollis
- Homalotrichus nahuelbutensis
- Homalotrichus striatus
- Homalotrichus substriatus
- Oxytelus sculptus
- Teropalpus luniger
- Teropalpus senex
- Teropalpus skottsbergii
- Teropalpus suturalis
- Thinobius iridipennis
- Thinobius seminiger
- Thinodromus acuticollis
- Thinodromus andicola
- Thinodromus angulicollis
- Thinodromus araucanus
- Thinodromus asperatus
- Thinodromus atacamensis
- Thinodromus cameroni
- Thinodromus fulgidus
- Thinodromus germaini
- Thinodromus grandipennis
- Thinodromus impressipennis
- Thinodromus luteipes
- Thinodromus nitidifrons
- Thinodromus obscurus
- Thinodromus ocultus
- Thinodromus puncticollis
- Thinodromus schwabei
- Thinodromus signatus
- Thinodromus sulcifrons

## Kusaki(Staphylininae)
W Chile stwierdzono m.in.:

### Diochini
- Antarctothius antarcticus
- Antarctothius fuegius

### Staphylinini
- Amblyopinus fuegensis
- Bisnius sordidus
- Cafius bisulcatus
- Cafius xantholoma
- Cheilocolpus angustatus
- Cheilocolpus brevipennis
- Cheilocolpus centralis
- Cheilocolpus consors
- Cheilocolpus denticulatus
- Cheilocolpus impressifrons
- Cheilocolpus levigatus
- Cheilocolpus magallanicus
- Cheilocolpus nanus
- Cheilocolpus punctatus
- Cheilocolpus pygmaeus
- Cheilocolpus pyrostoma
- Cheilocolpus tenuis
- Cheilocolpus valdiviensis
- Cheilocolpus vicunianus
- Chilamblyopinus piceus
- Creophilus erythrocephalus
- gnojek naśmietny (Creophilus maxillosus)
- Edrabius alticolus
- Edrabius argentinus
- Edrabius australis
- Edrabius chilensiformis
- Edrabius chilensis
- Edrabius grandis
- Edrabius kuscheli
- Edrabius peruanus
- Edrabius philippianus
- Endeius franzi
- Endeius loensis
- Endeius lugubris
- Endeius nitidipennis
- Endeius punctipennis
- Endeius subpunctipennis
- Gabrius chiliensis
- Gabrius nigritulus
- Loncovilius aeneipennis
- Loncovilius brevis
- Loncovilius chilensis
- Loncovilius discoideus
- Loncovilius edwardsianus
- Loncovilius leiocephalus
- Loncovilius lividipennis
- Loncovilius semiflavus
- Megamblyopinus chilensis
- Neobisnius lathrobioides
- Neobisnius semipunctatus
- Philonthellus chilenus
- Philonthellus fulvicollis
- Philonthus emelinae
- Philonthus hepaticus
- Philonthus longicornis
- Philonthus perplexus
- Philonthus politus
- Philonthus pyropterus
- Philonthus rectangulus
- Philonthus stenocephalus
- Quedius fulgidus
- Quedius mesomelinus
- Valdiviodes ashworthi

### Xantholinini
- Gauropterus romeralensis
- Gyrohypnus fracticornis
- Lepidophallus dahli
- Lepidophallus pseudoelongatus
- Leptacinus ajax
- Leptacinus apicipennis
- Leptacinus curicanus
- Leptacinus germaini
- Neohypnus andinus
- Neohypnus chilensis
- Neohypnus septentrionalis
- Neoleptacinus cribripennis
- Neoleptacinus microphtalmus
- Notolinus socius

## Leptotyphlinae
W Chile stwierdzono m.in.:
- Apotyphlus proximus
- Apotyphlus relictus
- Chiliotyphlus aculeensis
- Chiliotyphlus pacificum
- Chiliotyphlus spinosus
- Eutyphlops granulosus
- Eutyphlops ornativentris
- Eutyphlops ornatus
- Eutyphlops subgranulosus
- Eutyphlops triornatus
- Macrotyphlus bicornis
- Macrotyphlus bifidatus
- Macrotyphlus campanae
- Macrotyphlus confusus
- Macrotyphlus curvus
- Macrotyphlus decorus
- Macrotyphlus dissimilis
- Macrotyphlus indictus
- Macrotyphlus politus
- Macrotyphlus sexualis
- Oreinotyphlus castrii
- Oreinotyphlus minutus
- Oreinotyphlus sinuosus
- Paramacrotyphlus septentrionalis
- Paramacrotyphlus valdiviensis

## Łodziki(Scaphidiinae)
W Chile stwierdzono m.in.:
- Baeocera atricollis
- Baeocera cekalovici
- Baeocera chilensis
- Baeocera germaini
- Baeocera nonguensis
- Baeocera valdiviana

## Marnikowate(Pselaphinae)
W Chile stwierdzono m.in.:

### Batrisini
- Arthmius mochae
- Arthmius singularis
- Iteticus punctaticollis

### Brachyglutini
- Achilia acicularis
- Achilia alticola
- Achilia andina
- Achilia angularis
- Achilia angulifrons
- Achilia antennalis
- Achilia approximans
- Achilia auriculata
- Achilia bicornis
- Achilia bifossifrons
- Achilia bifrons
- Achilia blanchardi
- Achilia caneloi
- Achilia caracolana
- Achilia chilota
- Achilia convexiceps
- Achilia cordicollis
- Achilia cornuta
- Achilia cosmoptera
- Achilia crassicornis
- Achilia cribratifrons
- Achilia curta
- Achilia denticornis
- Achilia diademata
- Achilia dicastrii
- Achilia elfridae
- Achilia elongata
- Achilia excisa
- Achilia foveifrons
- Achilia frontalis
- Achilia globiceps
- Achilia humidula
- Achilia insularis
- Achilia kindermanni
- Achilia kuscheli
- Achilia larvata
- Achilia latifrons
- Achilia lobifera
- Achilia longiceps
- Achilia longispina
- Achilia maipoensi
- Achilia melanocephala
- Achilia monstrata
- Achilia nahuelbutae
- Achilia nigrita
- Achilia obscura
- Achilia occipitalis
- Achilia ovallensis
- Achilia pachycera
- Achilia paraglobiceps
- Achilia parangulifrons
- Achilia parvula
- Achilia picea
- Achilia praeclara
- Achilia pseudangularis
- Achilia pseudangulifrons
- Achilia pseudovalidicornis
- Achilia puncticeps
- Achilia quadraticeps
- Achilia quinteroi
- Achilia rufula
- Achilia simpsoni
- Achilia simulans
- Achilia sinuaticornis
- Achilia spinifer
- Achilia temporalis
- Achilia testacea
- Achilia tumidifrons
- Achilia valdiviensis
- Achilia validicorniformis
- Achilia validicornis
- Achillidia bituberculata
- Achilliotes brevicornis
- Atacamia paludosa
- Byraxorites alticola
- Ectopocerus verticicornis
- Leptachillia coquimboensis
- Leptachillia laevissima
- Mallecoa abnormis
- Parachillia longicornis
- Parachillia parva
- Parachillia similis
- Pseudachillia bicolor
- Pseudachillia dolichocephala
- Pseudachillidia andina
- Rybaxidia kuscheli
- Rybaxidia torticornis

### Bythinini
- Bryaxis proportionalis

### Euplectini
- Cautinia brevicornis
- Mehuinia inexpectata
- Euplectus karstenii

### Faronini
- Golasa kuscheli
- Golasa microcephala
- Golasa sinuata
- Golasa valida
- Golasidius heteromorphus
- Golasidius microps
- Golasina holdgatei
- Golasina longiceps
- Golasina paralongiceps
- Golasina robusta
- Golasina sulcata
- Golasites longicornis
- Prosagola elfridae
- Prosagola elongata
- Prosagola punctaticollis
- Salagosa brevipennis
- Salagosa cekalovici
- Salagosa depressa
- Salagosa gracilis
- Salagosa kuscheli
- Salagosa longipennis
- Salagosa minuscula
- Salagosa nahuelbutae
- Salagosa obtusifrons
- Salagosita chomei

### Jubini
- Auxenocerus bispina
- Auxenocerus caviventris
- Auxenocerus chiloensis
- Auxenocerus depressus
- Auxenocerus excavatus
- Auxenocerus forticornis
- Auxenocerus germaini
- Auxenocerus longulus
- Auxenocerus micans
- Auxenocerus punctaticeps
- Germainites crassus
- Kuscheliotes brevis
- Kuscheliotes brunneus
- Kuscheliotes longicornis
- Kuscheliotes minimus
- Kuscheliotes rugosus
- Kuscheliotes tenuicornis

### Trichonychini
- Acotreba simoni
- Allodalminiastes abnormipenis
- Allodalminiastes cekalovici
- Allodalminiastes roblei
- Allodalminiastes tubifer
- Andiotes malalcahuelloi
- Andiplectops grandiceps
- Andiplectops temporalis
- Araucaniotes mochae
- Araucaniotes parallelus
- Bibloplectopsis chilensis
- Bibloplectopsis depigmentata
- Caligrua magellanensis
- Caligrua robusta
- Caligruacmes convexicollis
- Chrestomera brevicollis
- Chrestomera frontalis
- Chrestomera latiuscula
- Chrestomera lineola
- Chrestomera longicollis
- Daliacmes gracilis
- Daliacmes holdgatei
- Daliacmes insularis
- Daliacmes longulus
- Daliacmes temporalis
- Dalminiastes caneloi
- Dalminiastes cekalovici
- Dalminiastes differens
- Dalminiastes inornatus
- Dalminiastes kuscheli
- Dalminiastes laevicollis
- Dalminiastes nahuelbutae
- Dalminiastes orthomelus
- Dalminiastes semirugosus
- Dalminiastes similis
- Dalminiomus araucanus
- Etopias longulus
- Fanoridius andinus
- Faronoma cavangulum
- Frutillariotes kuscheli
- Mildana castrii
- Neactium gracile
- Neactium trimiiforme
- Nothoplectus depressus
- Paractium brevicorne
- Paractium cekalovici
- Paractium chepuense
- Paractium chillanense
- Paractium chomense
- Paractium crassipes
- Paractium flavum
- Paractium insulare
- Paractium kuscheli
- Paractium microphthalmum
- Paractium mochae
- Paractium nahuelbutae
- Paractium nigrum
- Paractium paracrassipes
- Paractium quinteroi
- Parapteracmes aisenensis
- Parapteracmes bicolor
- Parapteracmes cekalovici
- Parapteracmes chepui
- Parapteracmes chilotus
- Parapteracmes kuscheli
- Parapteracmes minimus
- Parapteracmes pemehuensis
- Platyplectus chilotus
- Platyplectus minutus
- Pseudocaligrua edentata
- Pseudocaligrua subantarctica
- Pteracmes angulicollis
- Pteracmes chillanensis
- Pteracmes delamarei
- Pteracmes laplatai
- Pteracmes myrceugeniae
- Pteracmes pseudoschaufussi
- Pteracmes quinteroi
- Pteracmes schaufussi
- Pteracmes sulcicollis
- Pteracmidius bicaudatus
- Pteracmidius brevifrons
- Pteracmidius frontalis
- Pteracmidius gracilis
- Pteracmidius latipennis
- Pteracmidius malalcahuelloi
- Pteracmidius paralatipennis
- Pteracmidius thoracicus
- Pteroplectus cekalovici
- Pteroplectus chepui
- Pteroplectus foveicollis
- Pteroplectus grandicornis
- Pteroplectus schillingi
- Thesiastes argus
- Tiomomus arrayani
- Tiomomus mochae
- Tiomomus villosus
- Trepacmes germaini

### Tyrini
- Chequenia cekalovici
- Hamotidius hirtellus
- Hamotus pemehuensis
- Hualpenia relicta
- Lethenomus brevipilis
- Lethenomus cekalovici
- Lethenomus gracilicornis
- Lethenomus multispinosus
- Lethenomus villosus
- Mochanus insulanus
- Neotyropsis chomei
- Neotyropsis differens
- Paratyropsis armata
- Paratyropsis piruquinae
- Paratyropsis spinifer
- Paratyropsis spinosissima
- Pseudotyropsis peudopalpalis
- Tyropsidius mochae
- Tyropsis adumbrata
- Tyropsis andicola
- Tyropsis armata
- Tyropsis castanea
- Tyropsis cavicollis
- Tyropsis cavifrons
- Tyropsis chelifer
- Tyropsis chilota
- Tyropsis crassiclava
- Tyropsis delamarei
- Tyropsis denticornis
- Tyropsis difformis
- Tyropsis elsbethae
- Tyropsis felix
- Tyropsis frontalis
- Tyropsis grandicornis
- Tyropsis longipenis
- Tyropsis magellanensis
- Tyropsis magnicornis
- Tyropsis palpalis
- Tyropsis periquilloi
- Tyropsis praeses
- Tyropsis quinteroi
- Tyropsis reitteri
- Tyropsis spatulifrons
- Tyropsis spinula
- Tyrus compressicollis

## Megalopsidiinae
W Chile stwierdzono m.in.:
- Megalopinus araucanus
- Megalopinus impressus
- Megalopinus sanguinitriguttatus
- Megalopinus testaceus

## Microsilphinae
W Chile stwierdzono m.in.:
- Microsilpha ocelligera

## Myśliczki(Steninae)
W Chile stwierdzono m.in.:
- Stenus anthrax
- Stenus chilensis
- Stenus endosquameus
- Stenus gayi
- Stenus hogansoni
- Stenus pertusus
- Stenus saizi

## Narożki(Habrocerinae)
W Chile stwierdzono m.in.:
- Nomimocerus conus
- Nomimocerus longispinosus
- Nomimocerus marginicollis
- Nomimocerus parvispinosus
- Nomimocerus peckorum
- Nomimocerus septentrionalis

## Neophoninae
W Chile stwierdzono m.in.:
- Neophonus bruchi

## Płaskusaczki(Pseudopsinae)
W Chile stwierdzono m.in.:
- Pseudopsis adustipennis

## Protki(Proteininae)
W Chile stwierdzono m.in.:
- Alloproteinus nigriceps
- Megarthroides chilensis

## Rydzenice(Aleocharinae)
W Chile stwierdzono m.in.:

### Aleocharini
- Aleochara aliipennis
- Aleochara andina
- Aleochara bimaculata
- Aleochara cribricollis
- Aleochara humilis
- Aleochara lata
- Aleochara lustrica
- Aleochara mutare
- Aleochara notula
- Aleochara puberula
- Aleochara signaticollis
- Aleochara solieri
- Aleochara sulcicollis
- Aleochara weiseri

### Athetini
- Acrotona lagunaris
- Acrotona magellanica
- Acrotona parcior
- Aloconota sulcifrons
- Amischa patagonica
- Atheta aisensis
- Atheta algarrobensis
- Atheta ambigena
- Atheta angulifera
- Atheta angustata
- Atheta araucana
- Atheta atacamensis
- Atheta chilensis
- Atheta chillanensis
- Atheta convivialis
- Atheta daccordii
- Atheta facilis
- Atheta fridayi
- Atheta gloriosa
- Atheta gonzalezi
- Atheta hiekei
- Atheta immucronata
- Atheta infernalis
- Atheta lampros
- Atheta llaimensis
- Atheta lonchochensis
- Atheta lonquimayensis
- Atheta magallanestreti
- Atheta pseudoangustata
- Atheta pseudoxypoda
- Atheta ramosa
- Atheta robinsoni
- Atheta rococo
- Atheta sulcatula
- Atheta sulculithorax
- Atheta trilaminata
- Atheta valparaisensis
- Atheta villarricaensis
- Atheta vogeliana
- Dalotia coriaria
- Fernanstiba robinsoni
- Gastrosteata lapidicola
- Halobrecta discipula
- Halobrecta flavipes
- Heterostiba alutiventris
- Hydrosmecta pseudoimbellis
- Hydrosmecta sudamericana
- Idiocolyusa gonzalezi
- Ischnothina newtoni
- Lamprostiba schwabei
- Leiodota chilensis
- Leptoglossula araucana
- Leptoglossula biimpressa
- Leptoglossula dentata
- Leptoglossula hubenthali
- Leptoglossula insolita
- Leptoglossula laeviventris
- Leptoglossula mixta
- Leptoglossula nebulosa
- Leptoglossula nublensis
- Leptoglossula robusta
- Leptoglossula sculpticollis
- Leptoglossula spinosa
- Leptoglossula transversa
- Nehemitropia lividipennis
- Philhygra iteratus
- Pycnota aleocharaesimilis
- Pycnota fuegina
- Pycnota navarinensis

### Autaliini
- Eudera angusticollis
- Eudera australis
- Eudera cautinensis
- Eudera chilensis
- Eudera sculptilis
- Eudera valdiviana
- Ophioglossa andina
- Ophioglossa araucana
- Ophioglossa franzi
- Ophioglossa nanula
- Ophioglossa punctipennis

### Falagriini
- Anaulacaspis sulcicollis
- Drepanopora andicola
- Drepanopora weiseri
- Falagria chilensis
- Falagria gonzalezi

### Homalotini
- Diestota immodesta
- Diestota modesta
- Diestota patagonica
- Diestota secreta
- Diestota talcaensis
- Leptusa aisenicola
- Leptusa andina
- Leptusa araucana
- Leptusa atriceps
- Leptusa cautinensis
- Leptusa chilensis
- Leptusa magellanica
- Leptusa montana
- Leptusa muscicola
- Leptusa nahuelbutana
- Leptusa nitidiventris
- Leptusa opacina
- Leptusa parallela
- Leptusa peninsulae
- Leptusa solieri
- Pareudera aculeana
- Pareudera depressicollis
- Pareudera explanicollis
- Pareudera lata
- Pareudera melanura
- Pareudera rufala
- Plesiomalota andicola
- Plesiomalota athetoides
- Plesiomalota chilensis
- Plesiomalota cinctella
- Plesiomalota coihaiquensis
- Plesiomalota dimidiata
- Plesiomalota fasciatipennis
- Plesiomalota gentilis
- Plesiomalota hispidula
- Plesiomalota lucida
- Plesiomalota mehuinensis
- Plesiomalota merula
- Plesiomalota newtoni
- Plesiomalota nublensis
- Plesiomalota osornensis
- Plesiomalota universitatis
- Prosoponotha chilensis
- Prosoponotha osornensis
- Prosoponotha purensis
- Silusa chilensis
- Silusa rufipennis
- Thecturota schuberti

### Hoplandriini
- Hoplandria luteiventris
- Hoplandria puncticollis

### Hypocyphtini
- Holobus araucana
- Holobus chrysopyga
- Holobus pigmaeus
- Oligota apiciventris
- Oligota backstromi
- Oligota horni
- Oligota loana
- Oligota parva
- Oligota pumilio
- Oligota pusillima
- Oligota valdiviana

### Mesoporini
- Meronera magellanica

### Myllaenini
- Myllaena araucaniensis
- Myllaena coyhaiquensis
- Myllaena dilutipes
- Myllaena extracta
- Myllaena ferrugata
- Myllaena gonzalezi
- Myllaena parvicollis

### Oxypodini
- Andinostiba fuegina
- Andinostiba gonzalezi
- Andinostiba intermedia
- Andinostiba monticola
- Andinostiba newtoni
- Andinostiba vogeli
- Anocalea aisensis
- Anocalea cribrata
- Anocalea dilaticeps
- Anocalea major
- Anocalea nemoralis
- Anocalea nublensis
- Anocalea pedestris
- Anocalea picea
- Anocalea talcaensis
- Anocalea thaxteri
- Anocalea transversa
- Anocalea virilis
- Apimela chilensis
- Blepharhymenus angularis
- Blepharhymenus antiquus
- Blepharhymenus cautinensis
- Blepharhymenus chapoensis
- Blepharhymenus chilensis
- Blepharhymenus euchromus
- Blepharhymenus franzi
- Blepharhymenus granulicauda
- Blepharhymenus luteicornis
- Blepharhymenus magellanicus
- Blepharhymenus meridionalis
- Blepharhymenus newtoni
- Blepharhymenus osornensis
- Blepharhymenus puyehuensis
- Blepharhymenus submetallicus
- Blepharhymenus sulcicollis
- Dasymera chillana
- Dasymera cordilierae
- Dasymera gonzalezi
- Dasymera herbsti
- Dasymera lateralis
- Dasymera lurida
- Dasymera mallecoensis
- Dasymera olmuensis
- Dasymera pavida
- Dasymera santiagoana
- Dasymera tuberculata
- Demoglena andensis
- Demoglena aysensis
- Demoglena chilensis
- Demoglena irregularis
- Demoglena osornicola
- Euthorax gestroi
- Euthorax ruficornis
- Feluva varicolor
- Gastrorhopalus aisen
- Gastrorhopalus antennalis
- Gastrorhopalus elegans
- Gastrorhopalus newtoni
- Gastrorhopalus niger
- Gastrorhopalus relictus
- Gastrorhopalus rufus
- Gastrorhopalus russatus
- Gnypeta aerea
- Gnypeta araucana
- Gnypeta fissicollis
- Kaweshkarusa daccordii
- Neocalodera arcuata
- Neocalodera magellanensis
- Newtonusa chilensis
- Oxypoda andigena
- Oxypoda andina
- Oxypoda barrosi
- Oxypoda fumaria
- Oxypoda infausta
- Oxypoda melanocephala
- Oxypoda microptera
- Oxypoda nigerrima
- Oxypoda nitidicollis
- Oxypoda patagonica
- Oxypoda piceorufa
- Oxypoda puberula
- Oxypoda vogeli
- Phloeopora alticola
- Phloeopora chilensis
- Phloeopora daccordii
- Phloeopora franzi
- Phloeopora funebris
- Phloeopora hiekei
- Phloeopora laevigata
- Phloeopora longicollis
- Phloeopora mallecoicola
- Phloeopora newtoni
- Phloeopora sola
- Phloeopora talcana
- Phloeopora tristis
- Pnephorusa decorata
- Poikilnotha valdiviana
- Polylobinus brevicornis
- Polylobinus pauper
- Polylobinus speculum
- Polylobus aemulus
- Polylobus andicola
- Polylobus antennarius
- Polylobus appendiculatus
- Polylobus araucanus
- Polylobus attenuatus
- Polylobus aysensis
- Polylobus bicolor
- Polylobus bipunctatus
- Polylobus cautinensis
- Polylobus chilensis
- Polylobus curticollis
- Polylobus daccordii
- Polylobus darwini
- Polylobus egenus
- Polylobus gonzalezi
- Polylobus granulifer
- Polylobus irreptus
- Polylobus laticollis
- Polylobus linarensis
- Polylobus longipalpus
- Polylobus luctuosus
- Polylobus lutescens
- Polylobus maculipennis
- Polylobus marginalis
- Polylobus miser
- Polylobus modestus
- Polylobus monomacula
- Polylobus netolitzskyi
- Polylobus newtoni
- Polylobus palenicola
- Polylobus peckorum
- Polylobus tescorum
- Polylobus thaxteri
- Polylobus thermarum
- Polylobus triangulum
- Polylobus turgidicornis
- Polylobus uhligi
- Polylobus vagans
- Polylobus valdivianus
- Polylobus valparaisensis
- Polylobus varius
- Polylobus velox
- Spanioda andicola
- Spanioda biumbonata
- Spanioda castillensis
- Spanioda conifera
- Spanioda fairmairei
- Spanioda ganglbaueri
- Spanioda gonzalezi
- Spanioda guanicoeorum
- Spanioda inflata
- Spanioda minor
- Spanioda pacifica
- Spanioda pectoralis
- Spanioda pinguicornis
- Spanioda pseudospectrum
- Spanioda semisimplex
- Spanioda spectrum
- Spanioda splendens
- Spanioda truncata
- Sphaenidatoma chilensis
- Sphaenidatoma elegantula
- Teratanytoma newtoni
- Tomocoryphusa pacaorum
- Tricolpochila cochleifera
- Xenomma cautinensis
- Xenomma fuegina
- Xenomma newtoni
- Xenomma simpsoniensis
- Xenomma subandina
- Xenomma talcaensis
- Xenomma thayerae

### Paglini
- Pagla anthracina
- Pagla apicalis
- Pagla chilensis
- Pagla collaris
- Pagla daccordii
- Pagla fuegina
- Pagla longicornis
- Pagla mallecoensis
- Pagla pictipennis
- Pagla schuberti
- Pagla vogeli
- Pagla zerchei

### Placusini
- Placusa chilensis

## Scydmaeninae
W Chile stwierdzono m.in.:
- Euconnus absconditus
- Euconnus campestris
- Euconnus latitarsus
- Euconnus longiceps
- Scydmaenus flaveolus
- Stenichnus nodicornis

## Skorogonki(Tachyporinae)
W Chile stwierdzono m.in.:
- Coproporus platensis
- Leucotachinus grandipennis
- Leucotachinus luteonitens
- Lordithon asperipennis
- Lordithon divisus
- Lordithon seriaticollis
- Lordithon unicolor
- Sepedophilus apiciventris
- Sepedophilus futurus
- Sepedophilus maculipennis
- Sepedophilus roblensis
- Sepedophilus solieri
- Tachinus frigidus

## Solieriinae
W Chile stwierdzono m.in.:
- Solierius obscurus

## Świeżacinki(Omaliinae)
W Chile stwierdzono m.in.:
- Crymus antarcticus
- Ischnoderus bruchi
- Ischnoderus insignis
- Metacorneolabium batyle
- Metacorneolabium bipertica
- Metacorneolabium chilense
- Metacorneolabium dactylotum
- Metacorneolabium diffusum
- Metacorneolabium exochlum
- Metacorneolabium exuberatum
- Metacorneolabium pilatum
- Metacorneolabium rivalis
- Metacorneolabium soror
- Omaliopsis picipennis
- Omaliopsis russata
- Omalium allardii
- Stenomalium helmsi
- Xenanthobium andicola
- Xylodromus concinnus

## Walgierze(Osoriinae)
W Chile stwierdzono m.in.:
- Geomitopsis campanae
- Geomitopsis chilensis
- Thoracophorus araucoensis
- Thoracophorus bonvouloirii
- Zeoleusis myrmidon
- Zeoleusis semirufa

## Żarlinki(Paederinae)
W Chile stwierdzono m.in.:

### Paederini
- Baryopsis araucana
- Baryopsis brevipennis
- Baryopsis silvai
- Echiaster depressus
- Gnathymenus apterus
- Gnathymenus detectus
- Gnathymenus distinctus
- Gnathymenus flatrus
- Gnathymenus hyllus
- Gnathymenus kapetus
- Gnathymenus obesus
- Gnathymenus pipus
- Gnathymenus proximus
- Gnathymenus stubbus
- Gnathymenus testaceus
- Gnathymenus twapicus
- Gnathymenus twelfus
- Gnathymenus volcanus
- Haplonazeris oleai
- Haplonazeris sculptilis
- Haplonazeris sculptus
- Lathrobium dimidiatum
- Lithocharis obsoleta
- Lithocharis ochracea
- Medon obscuriventer
- Medon vittatipennis
- Myrmecosaurus calverti
- Ochthephilum disjunctum
- Paederus intermedius
- Pseudolathra chilense
- Rugilus anthracinus
- Rugilus chilensis
- Scopaeus angustatus
- Scopaeus tibialis

### Pinophilini
- Oedodactylus fuscobrunneus